# Lee Jong-hwa
Lee Jong-hwa (* 20. Juli 1963 in Tongyeong) ist ein ehemaliger südkoreanischer Fußballspieler.

## Karriere

### Klub
Nach seiner Zeit bei der Mannschaft des Incheon College wechselte Lee Anfang 1986 zu Hyundai Horang-i, wo er bis zum Sommer 1991 aktiv war. Danach wechselte er weiter zum Ilhwa Chunma FC und spielte hier noch einmal bis zum Saisonende 1995, wonach er seine Karriere auch beendete.

### Nationalmannschaft
Sein einziges bekanntes Spiel für die südkoreanische Nationalmannschaft war am 5. Juni 1994 eine 1:2-Freundschaftsspielniederlage gegen Ecuador während der Vorbereitung zur Weltmeisterschaft 1994. Hier wurde er zur zweiten Halbzeit für Choi Dae-shik eingewechselt. Zwar wurde er dann noch für den Kader der Mannschaft bei der Weltmeisterschaft nominiert, jedoch erhielt er bei dem Turnier keinerlei Einsatzzeit und es folgten danach auch keine weiteren Spiele für die Nationalmannschaft mehr.